# Marco Flores
Marco Flores (Reconquista, 23 ottobre 1985) è un ex calciatore argentino, di ruolo attaccante.

## Carriera
Ha giocato principalmente tra l'Argentina, l'Australia ed in America. Con l'Adelaide United nel 2010-2011 giocò una buona stagione, tanto da essere nominato MVP della stagione a fine anno. Dopo una breve parentesi in Cina, all'Henan Jianye, torna in Australia, prima al Melbourne Victory, poi al Newcastle Jets Si trasferisce quindi in Indonesia, giocando per il Persib Bandung e il Bali United.

## Palmares

### Individuale
- Johnny Warren Medal: 1

2011